# 四次方數
四次方數（英語 : Fourth powers number）又稱超正方體數、正八胞體數、二重平方數、雙重平方數。 第{\displaystyle n}個四次方數指可以寫成{\displaystyle n^{4}}的數，當中{\displaystyle n}必為整數。四次方數是邊長{\displaystyle n}的超正方體的超體積。作為算術用語的「四次方」，表示任何數{\displaystyle n}的四次冪。
首三十個四次方数為：0、 1、 16、 81、 256、 625、 1296、 2401、 4096、 6561、 10000、 14641、 20736、 28561、 38416、 50625、 65536、 83521、 104976、 130321、 160000、 194481、 234256、 279841、 331776、 390625、 456976、 531441、 614656、 707281、  810000…… A000583